# مايكروسوفت لوميا 550
مايكروسوفت لوميا550 هاتف ذكي يأتي من مايكروسوفت يشتغل بنظام ويندوز فون 10· وهو من أوائل الهواتف التي تشتغل بهذا النظام الجديد كليا بميزات جيدة أعلن ديسمبر 2015.

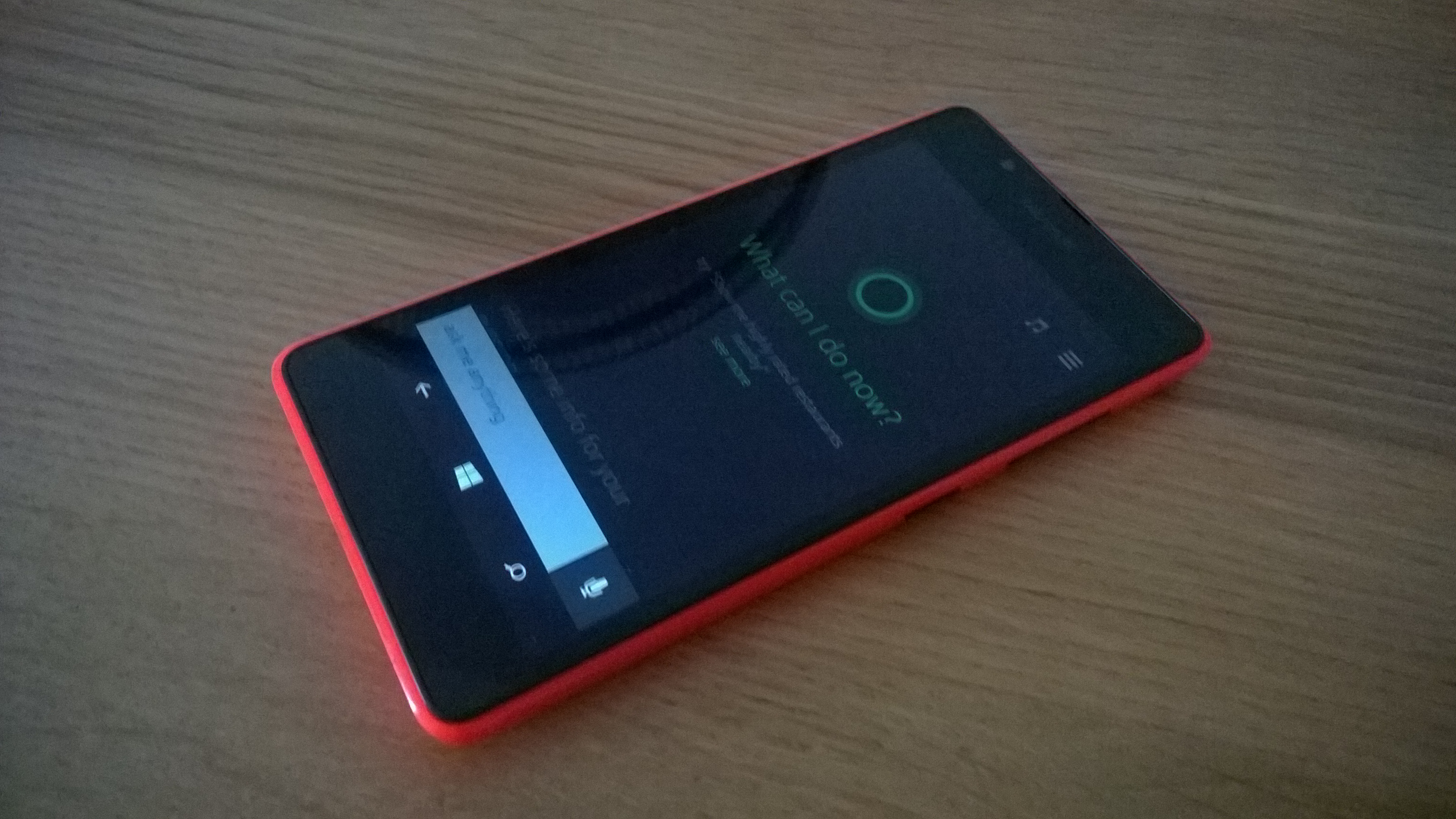
هاتف لوميا550 من الأمام

## مواصفاته
| الادوات           | المميزات                        |
| ----------------- | ------------------------------- |
| الإتصال           | لجيل الرابع                     |
| الشاشة            | 4.7 بوصات كابستيف 16 ميليون لون |
| الكاميرا الأساسية | 5 ميجابيكسل                     |
| الكاميرا الأمامية | 2 جيجابيكسل                     |
| حجم الفيديو       | 720p                            |
| الذاكرة الداخلية  | 8 جيجا بايت                     |
| الذاكرة العشوائية | 1 جيجا بايت                     |
| المعالج           | سناب دراغون رباعي النواة        |
| نظام التشغيل      | ويندوز فون 10                   |

1. ↑  Fortin، Michael (2 أغسطس 2016). "How to get the Windows 10 Anniversary Update". Windows Experience Blog. Microsoft. مؤرشف من الأصل في 2018-07-14. اطلع عليه بتاريخ 2016-08-26.
2. ↑  Allison، Michael (7 يناير 2016). "Microsoft Lumia 550 review: One step forward, many steps back". MSPoweruser. مؤرشف من الأصل في 2018-02-23. اطلع عليه بتاريخ 2017-05-13.
3. ↑  Filip (17 أغسطس 2016). "Windows 10 Mobile Anniversary Update Finally Released". NextPowerUp. TechPowerUp. مؤرشف من الأصل في 2018-06-23. اطلع عليه بتاريخ 2017-05-13.
4. ↑  مواصفات لوميا 550 نسخة محفوظة 22 يناير 2017 على موقع واي باك مشين.